# Асаново (Псковская область)
Асаново — деревня в Локнянском районе Псковской области. Входит в состав сельского поселения «Михайловская волость».
Деревня расположена в 15 км к юго-западу от районного центра Локни и в 6 км к югу от волостного центра Михайлов Погост.

## Население
Численность населения деревни в 2000 году составляла 35 жителей, в 2011 году — 21 житель.